# Mats Bergstrand
Mats Bergstrand, född år 1960, var tidigare verksam som journalist och, från omkring år 1989 till och med den 31 maj 2009, redaktör för DN Debatt. År 2023 arbetade han som kommunikationsrådgivare på Kreab i Stockholm.
Han har även verkat som journalist i andra sammanhang, exempelvis som ledarskribent och som politisk krönikör i Dagens Nyheter och Moderna Tider. Han har skrivit fem böcker, varav en är ett läromedel. Resumé utsåg honom år 2008 till Sveriges sjunde största åsiktsmaskin. Mellan 2009 och 2017 arbetade han som konsult hos JKL. Aftonbladet utsåg honom år 2007 till en av Sveriges hundra mäktigaste personer. Bergstrand är bosatt i Stockholm. Dessutom är han sedan 2000 ledamot i herrklubben Sällskapet och sedan år 2003 i Sällskapet Idun. Mats Bergstrand har två vuxna barn.
Tidskriften DSM utsåg mellan åren 1995 och 2007 varje år Bergstrand till en av Sveriges trettio största opinionsbildare.